# AES Atimus
AES Atimus era uma empresa do grupo AES Brasil, que nasceu após a fusão da AES Com Rio de Janeiro com a AES Eletropaulo Telecom, em 2010.
Sua rede era totalmente composta por fibras ópticas e abrangia diversos municípios dos estados do Rio de Janeiro e São Paulo, a região com maior PIB do Brasil.
Em uma disputa acirrada com outras operadoras, foi comprada pela TIM Brasil em 2011 por R$ 1,6 bilhão, passando a se chamar TIM Fiber.